# Charles Alexandre
Pour les articles homonymes, voir Alexandre.
Charles Alexandre (né à Paris le 17 février 1797 où il est mort le 1er juin 1870) est un helléniste, philologue, inspecteur général de l'Instruction publique et membre de l'Institut.

## Biographie
Il est élève du Pensionnat normal en 1814. Il accède au poste de professeur de rhétorique au collège royal de Saint-Louis en 1845, avant de passer inspecteur général. Il est élu membre de l'Académie des inscriptions et belles lettres en 1857.

## Œuvres
Il est l'auteur de nombreux ouvrages, et notamment d'un dictionnaire grec ancien-français publié en 1858 ainsi que coauteur d'un dictionnaire français-grec ancien publié en 1861, ainsi que d'une édition du texte grec, accompagné d'une traduction latine, des Oracles sibyllins.

## Hommages
À Amiens, le monument des Illustrations picardes, place du Maréchal-Joffre, de Gédéon de Forceville (1799-1866), comporte un médaillon en marbre de Charles Alexandre.

## Décorations
- Commandeur de la Légion d'honneur[1].